# Berchidda
Berchidda là một đô thị ở tỉnh Sassari trong vùng Sardegna, có khoảng cách khoảng 170 km về phía bắc của Cagliari và cách khoảng 30 km về phía tây nam của Olbia.
Đô thị này nằm trên một ngọn đồi và phía bắc giáp dãy núi Limbara. Hồ Coghinas nằm gần đó.
Berchidda giáp các đô thị: Alà dei Sardi, Calangianus, Monti, Oschiri, Tempio Pausania.